# 江苏省盐城监狱
江苏省盐城监狱是江苏省人民政府司法厅监狱管理局的直辖单位。位于盐城市大丰区，创建于1950年。
监狱占地12.3万亩，以大中农场之名列为大丰区的一个类似乡级单位。

## 行政区划
大中农场下辖以下地区：
大中农场虚拟生活区。